# Torquato Neto
Pour les articles homonymes, voir Neto.
Torquato Neto, né Torquato Pereira de Araújo Neto le 9 novembre 1944 et mort à Rio de Janeiro le 10 novembre 1972, est un journaliste, poète et auteur-compositeur brésilien. 
Il est l'un des paroliers majeurs des débuts du mouvement de contre-culture brésilien Tropicália, pour des chanteurs comme Gal Costa, Gilberto Gil, Edu Lobo et Caetano Veloso. 

## Biographie
Torquato Pereira de Araújo Neto naît le 9 novembre 1944 à Teresina (Brésil). Il est le fils d'un procureur et instituteur à Teresina, la capitale de l'État brésilien du Piauí. Il écrit son premier poème à l'âge de neuf ans et le dédie à ses parents. En entrant dans l'adolescence, il se passionne pour l’œuvre de Shakespeare et de Machado de Assis. Jusqu'à ses 15 ans, il vit au domicile familial dans la Rue São João, dans le quartier de Barrocão qui fait aujourd'hui partie du Centre de Teresina.  
En 1960, il déménage à Salvador, pour entrer à l'école secondaire au Colégio dos Marista. Sa mère poursuit pour lui le rêve d'une carrière diplomatique. Il s'implique sur la scène culturelle de Salvador et fait la rencontre Gilberto Gil, Caetano Veloso, Maria Bethânia, Gal Costa et Glauber Rocha. Il s'investit dans les cercles cinéphiles de la ville et rejoint le tournage de plusieurs films. Pendant son séjour, il a également travaillé comme assistant scénariste sur le premier long métrage de Glauber Rocha, Barravento. Fort de ces nouvelles expériences, il rompt avec le rêve de sa mère et décide de poursuivre une carrière dans le journalisme. 

En 1962, il s'installe à Rio de Janeiro pour étudier à la Faculté de philosophie de l'Université du Brésil. Il fréquente l'établissement pendant deux années. Il y écrit des chroniques sur la culture pour plusieurs journaux. Torquato s'implique dans le Centre de culture populaire de l'Union Nationale des étudiants du Brésil et défend l'avant-garde artistique. Il est ami avec plusieurs figures majeures de ces mouvements, dont les musiciens rencontrés à Salvador, les poètes Décio Pignatari et Augusto et Haroldo de Campos, le cinéaste Ivan Cardoso et l'artiste Hélio Oiticica. À cette époque, Neto devient une figure du tropicalisme grâce à l'écriture d'un plaidoyer pour le mouvement. Dans Os Últimos Dias de Paupéria, il écrit sous le titre de Tropicalismo para principiantes (en français, Tropicalisme pour débutants) la nécessité de créer une pop véritablement brésilienne :  
« Accepter complètement tout ce que la vie des tropiques peut donner, sans idées préconçues d'ordre esthétique, sans considération de mauvais goût, en vivant uniquement le tropical et le nouvel univers qu'il contient, encore inconnu. ».  
Neto est également un parolier important de chansons emblématiques du mouvement tropicaliste. 
En 1968, après l'exil de ses amis Gilberto Gil et Caetano Veloso sous la dictature militaire, il s'installe un an entre Londres et Paris avec sa femme Ana Maria. En 1972, il retourne à Rio de Janeiro et se charge de la rubrique artistique Geleia Geral du journal Última Hora. Il fréquente les milieux artistiques marginaux, avec lesquels il s'identifie. Son intérêt pour le cinéma le conduit à occuper le rôle de Nosferatus dans le film Nosferato no Brasil sous la direction d'Ivan Cardoso.  
La dépendance à l'alcool et le manque de liberté, ajoutés à l'isolement causé par l'exil et la perte de certains amis, lui provoquent de profondes crises de dépression. À la recherche d'un traitement psychiatrique, il fait plusieurs stages dans des sanatoriums à Rio de Janeiro et Teresina. Il se suicide le lendemain de son vingt-huitième anniversaire, le 10 novembre 1972.

## Hommages
Son ami chanteur et compositeur Caetano Veloso lui a dédié une chanson intitulée Cajuina, en référence à la boisson typique de la ville de naissance de Torquato Neto, la cajuína.

## Filmographie
Scénariste
- 1962 : Barravento

Acteur
- 1970 : Nosferato no Brasil[3]
- 1972 : Terror da Vermelha
- 1972 : Adão e Eva do Paraíso ao Consumo

Réalisateur
- 1972 : Terror da Vermelha

## Compositions
- A coisa mais linda que existe (avec Gilberto Gil)
- A rua (avec Gilberto Gil)
- Ai de mim, Copacabana (avec Caetano Veloso)
- Andarandei (avec Renato Piau)
- Cantiga (avec Gilberto Gil)
- Capitão Lampião (avec Caetano Veloso)
- Começar pelo recomeço (avec Luiz Melodia)
- Daqui pra lá, de lá pra cá
- Dente por dente (avec Jards Macalé)
- Destino (avec Jards Macalé)
- Deus vos salve a casa santa (avec Caetano Veloso)
- Domingou (avec Gilberto Gil)
- Fique sabendo (avec João Bosco et Chico Enói)
- Geleia geral (avec Gilberto Gil)
- Go back (avec Sérgio Britto)
- Juliana (avec Caetano Veloso)
- Let's play that (avec Jards Macalé)
- Lost in the paradise (avec Caetano Veloso)
- Louvação (avec Gilberto Gil)
- Lua nova (avec Edu Lobo)
- Mamãe coragem (avec Caetano Veloso)
- Marginália II (avec Gilberto Gil)
- Meu choro pra você (avec Gilberto Gil)
- Minha Senhora (avec Gilberto Gil)
- Nenhuma dor (avec Caetano Veloso)
- O bem, o mal (avec Sérgio Britto)
- O homem que deve morrer (avec Nonato Buzar)
- O nome do mistério (avec Geraldo Azevedo)
- Pra dizer adeus (avec Edu Lobo)
- Quase adeus (avec Nonato Buzar et Carlos Monteiro de Sousa)
- Que película (avec Nonato Buzar)
- Que tal (avec Luiz Melodia)
- Rancho da boa-vinda (avec Gilberto Gil)
- Rancho da rosa encarnada (avec Gilberto Gil et Geraldo Vandré)
- Todo dia é dia D (avec Carlos Pinto)
- Três da madrugada (avec Carlos Pinto)
- Tudo muito azul (avec Roberto Menescal)
- Um dia desses eu me caso com você (avec Paulo Diniz)
- Veleiro (avec Edu Lobo)
- Vem menina (avec Gilberto Gil)
- Venho de longe (avec Gilberto Gil)
- Vento de maio (avec Gilberto Gil)
- Zabelê (avec Gilberto Gil)